# وسام جزيرة إليس للشرف
وسام جزيرة إليس للشرف هو جائزة أمريكية أسّستها جمعية تكريم جزيرة إليس (EIHS)، التي كانت تُعرف سابقًا باسم الائتلاف الوطني للمنظمات العرقية (NECO). تُمنح هذه الجائزة سنويًا للمواطنين الأمريكيين، سواء كانوا من مواليد الولايات المتحدة أو من المتجنسين.

يُكرّم الوسام — وفقًا لما ورد على لسان المنظمة —
الأفراد الذين جعلوا من رسالتهم مشاركة مع الأقل حظًا ثروة معارفهم، وشجاعتهم التي لا تُقهر، وتعاطفهم اللامحدود، ومواهبهم الفريدة، وكرمهم الذي لا يبتغي شيئًا. ويقومون بذلك مع اعترافهم بدينهم لإرثهم العرقي أثناء تمسكهم بمُثل وروح أمريكا.
شملت قائمة الحاصلين السابقين على الوسام رؤساء الولايات المتحدة، وقادة عالميين، وحائزين على جائزة نوبل، وقادة في مجالات الصناعة والتعليم والفنون والرياضة والحكومة، إلى جانب مواطنين أمريكيين عاديين.

## العملية
تأسست جمعية تكريم جزيرة إليس عام 1984، وتم إنشاء الميداليات في عام 1986. يُقام حفل التكريم كل عام في شهر مايو على جزيرة إليس. تشارك جميع فروع القوات المسلحة للولايات المتحدة تقليديًا في هذا الحدث. وقد اعترفت كل من مجلس النواب الأمريكي ومجلس الشيوخ الأمريكي رسميًا بميداليات الشرف لجزيرة إليس، حيث يتم إدراج أسماء الحاصلين عليها في سجل الكونغرس لكل عام. يُقام حفل العشاء والاحتفال في القاعة الكبرى لجزيرة إليس، حيث كانت تُجرى سابقًا عمليات استقبال المهاجرين. ويتم تكريم حوالي 100 شخصية سنويًا.

## الحاصلون البارزون على الوسام
من بين الحاصلين البارزين على الوسام:
- سبنسر أبراهام
- غاري أكيرمان
- شهره آغداشلو
- داني أييلو
- روجر آيلز
- محمد علي
- دونالد ترامب
- مادلين أولبرايت
- شامسي علي
- مايكل دبليو ألين
- غولي أمري
- سيروس أمير-مقري
- إرني أناستوس
- عباس أردهيلي
- كريستوفر أتميان
- جيورجييا أتاناسوسكي
- إيغور بابايلوف
- ماريا بارتيرومو
- أجايبال سينغ بانغا
- يوجي بيرا
- نيكولاس بيرغروين
- براين بويتانو
- مايكل بولتون
- ماثيو بوغدانو
- فيكتور بورغ[8][9]

- إرنست بورغنين
- بيتر بوير
- ويليام براتون
- إيان بريمر
- أنيتا براينت
- دان بورتون
- جورج هـ.و. بوش
- جون جيه. كالي
- كيث كارادين
- جيمي كارتر
- سلفاتوري كاسانو
- برناديت كاسترو
- سام تشانغ
- إلين تشاو
- دومينيك شيانيز
- راندولف تشيتوود
- سانجيف شوبرا
- ماري هيغنز كلارك
- بيل كلينتون
- هيلاري كلينتون
- جيري كولانجيلو
- كلوديت كولبير
- ناتالي كول
- ريتا كوسبي
- براد كوربيت
- رضا دانا
- بروس دي مارس
- فينس ديمنتري
- ويندي دايموند
- جو ديماجيو
- فيل دوناهو
- كيرك دوغلاس
- مايكل دوغلاس
- توم دريسين
- أوليمبيا دوكاكيس
- تان دون
- فيكتور دزاو
- مايكل إيسنر
- إميليو إستيفان الابن
- غلوريا إستيفان
- أوميد كاميرون فاروق زاده
- جيمي فار
- ميا فارو
- مايكل سي. فينيغان
- زيغفريد فيشبشر
- مايكل فلاتلي
- رينيه فليمنغ
- جيرالد فورد
- لويس فريه
- جوشوا س. فريدمان
- فالنتين فوستر
- بول ج. غافني الثاني
- بيل غالو
- هنري لويس غيتس الابن
- بوب جاوديو
- حسين غريب
- كاثي لي غيفورد
- روث بادر غينسبورغ
- رودي جولياني
- سلفاتوري جونتا
- ريتشارد غريكو الابن
- فارتان غريغوريان
- بيتر غروس
- سودهير ك. غوبتا
- أليكس هايلي
- عادل حيدر
- جورج هاميلتون
- هيلين هايز

- ديفيد أ. هيرش[10]
- يومي هوغان
- إيفاندر هوليفيلد
- بوب هوب
- روي هورن
- لي ياكوكا
- مايك إيليتش
- روي إنيس
- دانيال إينوي
- راهول م. جيندال
- كوينسي جونز
- يو ساي كان
- كيسي كاسيم
- ديكلان كيلي
- أنتوني كينيدي
- أولغا كيرن
- جونغ هـ. كيم[11]
- كوريتا سكوت كينغ
- هنري كيسنجر
- غيردا فايسمان كلاين
- ويلسون كو
- بادما لاكشمي
- رالف ج. لامبرتي
- ستيوارت ف. لاين
- تومي لاسوردا
- دينيس ليري
- جيري لويس
- كينيث ر. ليبلر
- روبرت لوجيا
- ديف لونجابرجر
- سوزان لوتشي
- هوارد لوتنيك
- أورين ليونز
- نايجل ليثغو
- ستيفن مانديز
- سلفاتوري ر. مارتوشي

- جيمي مسادا[12]
- جون ماكين
- ليندا مكارتني
- دوغلاس والتر مكورميك
- بوني مكالفين-هانتر
- جون ماكنرو
- جيل ج. مكجفرن
- جيم مكجريفي
- جون ميكا
- ألان ب. ميلر
- أرتورو دي موديك
- حميد مقدام
- ريتا مورينو[13]
- أنجيلو موزيلو
- جون ف. مولهولاند الابن
- جاك ناصر
- روبرت ج. ناتر
- أليكس ناب
- يونس نظريان
- واين نيوتن
- ريتشارد نيكسون
- رونالد نوبل
- مايكل نوفاك
- دينيس أوبراين
- ساندرا داي أوكونور
- جون أوهارلي
- جيمس ب. أونيل
- ريموند ت. أوديرنو
- كينيث أوفيت
- إدوارد جيمس أولموس
- جاكلين كينيدي أوناسيس
- توني أورلاندو
- محمد أوز
- فاتح أوزمن
- فرح بهلوي
- أرنولد بالمر
- لو بابان
- روزا باركس
- غريغوري بيك
- كارل بيترسون

- فاندا بيجناتو[14]
- آل بريمو
- جيمس هنري كويلو
- نعيم رحيم[15]
- تشارلز رانجيل
- سالي جيسي رافائيل
- رايتشل راي
- رونالد ريغان
- ل. رافائيل رايف
- جانيت رينو
- ويليام رينكويست
- ماري لو ريتون
- شيتا ريفيرا
- ماريانو ريفيرا
- دوريس روبرتس
- أحمدرضا رفوقاران[16][17]

- جيني رومتي
- ديفيد روبنشتاين
- هوارد سافير
- هنري سامويلي[16]
- هاروت ساسونيان
- تيلي سافالاس
- ديان ساوير
- آدم شيف
- إريك شميدت
- مارتن سكورسيزي
- روسانا سكوتو
- ليف شرايبر
- تامير سكين
- جين سيمور
- بروك شيلدز
- دون شولى
- ويليام إي. سيمون
- بول سايمون
- فرانك سيناترا
- فوجا سينغ
- غاري سينيز
- بول سورفينو
- أليكس سبانوس
- روبرت ف. سبتزبلر
- جورج شتاينبرينر
- جيري ستيلر
- بيرت شوجر
- إيلي طحاري

- ويل تانوس[18]
- مارلو توماس
- جو توري
- آرثر تريسي
- دونالد جيه. ترامب
- جورج يوريبي
- دينيس فاكو
- فرانكي فالي
- ديك فيرميل
- ميريديث فييرا
- بوبي فينتون
- مايك والاس
- إيلي والاش
- باربرا والترز
- ديون وارويك
- دونالد إي. واشكوفيتش
- روث ويستهايمر
- إيلي ويزل
- آندي ويليامز
- ألونا ووس
- تشيين شيونغ وو
- ملالا يوسفزاي
- تيم زاغات
- لويس زامبريني
- فيليب زبتر
- سهيل نجار
- سيجي ويلزيج

## روابط خارجية
- جمعية ميداليات جزيرة إليس – ميداليات جزيرة إليس من الشرف